# مقاطعة هوبكنز (كنتاكي)
مقاطعة هوبكنز (بالإنجليزية: Hopkins County)‏ هي إحدى المقاطعات في ولاية كنتاكي في الولايات المتحدة الأمريكية.

## أعلام
- ويليام تي أندرسون
- أوديسا جرادي كلاي